# Kết tinh phân đoạn (hóa học)
Trong hóa học, kết tinh phân đoạn là một phương pháp điều chế các chất dựa trên sự khác biệt về tính tan. Nó tách ra từng phần thông qua sự khác biệt về sự kết tinh. Nếu một hỗn hợp có 2 hoặc 3 chất trong dung dịch được tạo điều kiện kết tinh, ví dụ bằng cách điều chỉnh nhiệt độ của dung dịch để tạo kết tủa có thể chứa nhiều chất hòa tan nhất. Tỷ lệ các thành phần trong kết tủa sẽ phụ thuộc vào các sản phẩm có khả năng hòa tan. Nếu các sản phẩm có thể hòa tan này rất giống nhau, quy trình cascade sẽ được áp dụng để tách hoàn toàn các chất. Kỹ thuật này thường được sử dụng trong kỹ thuật hóa học để thu được các chất tinh khiết, hoặc để thu hồi các sản phẩm có thể bán được từ các dung dịch thải.